# Tibouchina aspera
 (septembre 2024).
La mise en forme du texte ne suit pas les recommandations de Wikipédia : il faut le « wikifier ».
Les points d'amélioration suivants sont les cas les plus fréquents :
- Les titres sont pré-formatés par le logiciel. Ils ne sont ni en capitales, ni en gras.
- Le texte ne doit pas être écrit en capitales (les noms de famille non plus), ni en gras, ni en italique, ni en « petit »…
- Le gras n'est utilisé que pour surligner le titre de l'article dans l'introduction, une seule fois.
- L'italique est rarement utilisé : mots en langue étrangère, titres d'œuvres, noms de bateaux, etc.
- Les citations ne sont pas en italique mais en corps de texte normal. Elles sont entourées par des guillemets français : « et ».
- Les listes à puces sont à éviter, des paragraphes rédigés étant largement préférés. Les tableaux sont à réserver à la présentation de données structurées (résultats, etc.).
- Les appels de note de bas de page (petits chiffres en exposant, introduits par l'outil «  Source ») sont à placer entre la fin de phrase et le point final[comme ça].
- Les liens internes (vers d'autres articles de Wikipédia) sont à choisir avec parcimonie. Créez des liens vers des articles approfondissant le sujet. Les termes génériques sans rapport avec le sujet sont à éviter, ainsi que les répétitions de liens vers un même terme.
- Les liens externes sont à placer uniquement dans une section « Liens externes », à la fin de l'article. Ces liens sont à choisir avec parcimonie suivant les règles définies. Si un lien sert de source à l'article, son insertion dans le texte est à faire par les notes de bas de page.
- La présentation des références doit suivre les conventions bibliographiques. Il est recommandé d'utiliser les modèles {{Ouvrage}}, {{Chapitre}}, {{Article}}, {{Lien web}} et/ou {{Bibliographie}}. Le mode d'édition visuel peut mettre en forme automatiquement les références.
- Insérer une infobox (cadre d'informations à droite) n'est pas obligatoire pour parachever la mise en page.

Pour une aide détaillée, merci de consulter Aide:Wikification.
Si vous pensez que ces points ont été résolus, vous pouvez retirer ce bandeau et améliorer la mise en forme d'un autre article.
Espèce
Synonymes
Selon Tropicos (28 septembre 2024)
- Melastoma aromaticum Vahl
- Melastoma tibouchina Desr.
- Rhexia aspera (Aubl.) Willd.
- Tibouchina belizensis Lundell
- Tibouchina brachyanthera Pittier
- Tibouchina spruceana Cogn.

Se8on GBIF (28 septembre 2024)
- Bractearia kappleri Steud.
- Bractearia kappleri Steud. ex Cogn.
- Lasiandra tibouchina (Desr.) Naudin
- Lasiandra tibuchina Naudin
- Melastoma aromaticum Vahl
- Melastoma tibouchina Desr.
- Pleroma tibouchinum (Desr.) Triana
- Rhexia aspera (Aubl.) Willd.
- Tibouchina aspera var. poeppigii Cogn.
- Tibouchina belizensis Lundell
- Tibouchina brachyanthera Pittier

Tibouchina aspera est une espèce de plantes à fleurs de la famille des Melastomataceae. Tibouchina aspera est l'espèce type du genre Tibouchina.
Il est connu au Guyana sous le nom de Badakasei.

## Description

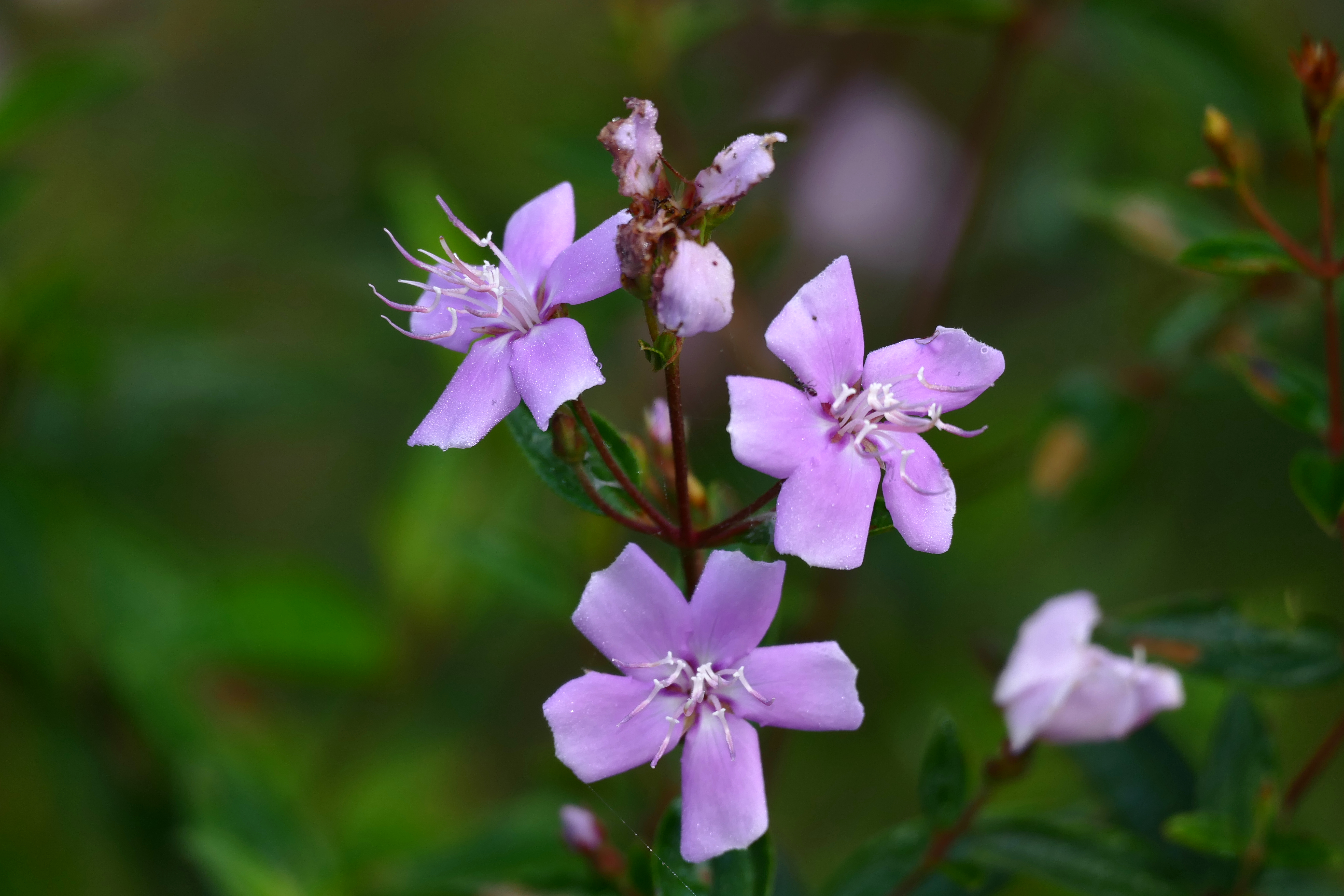
inflorescence de Tibouchina aspera

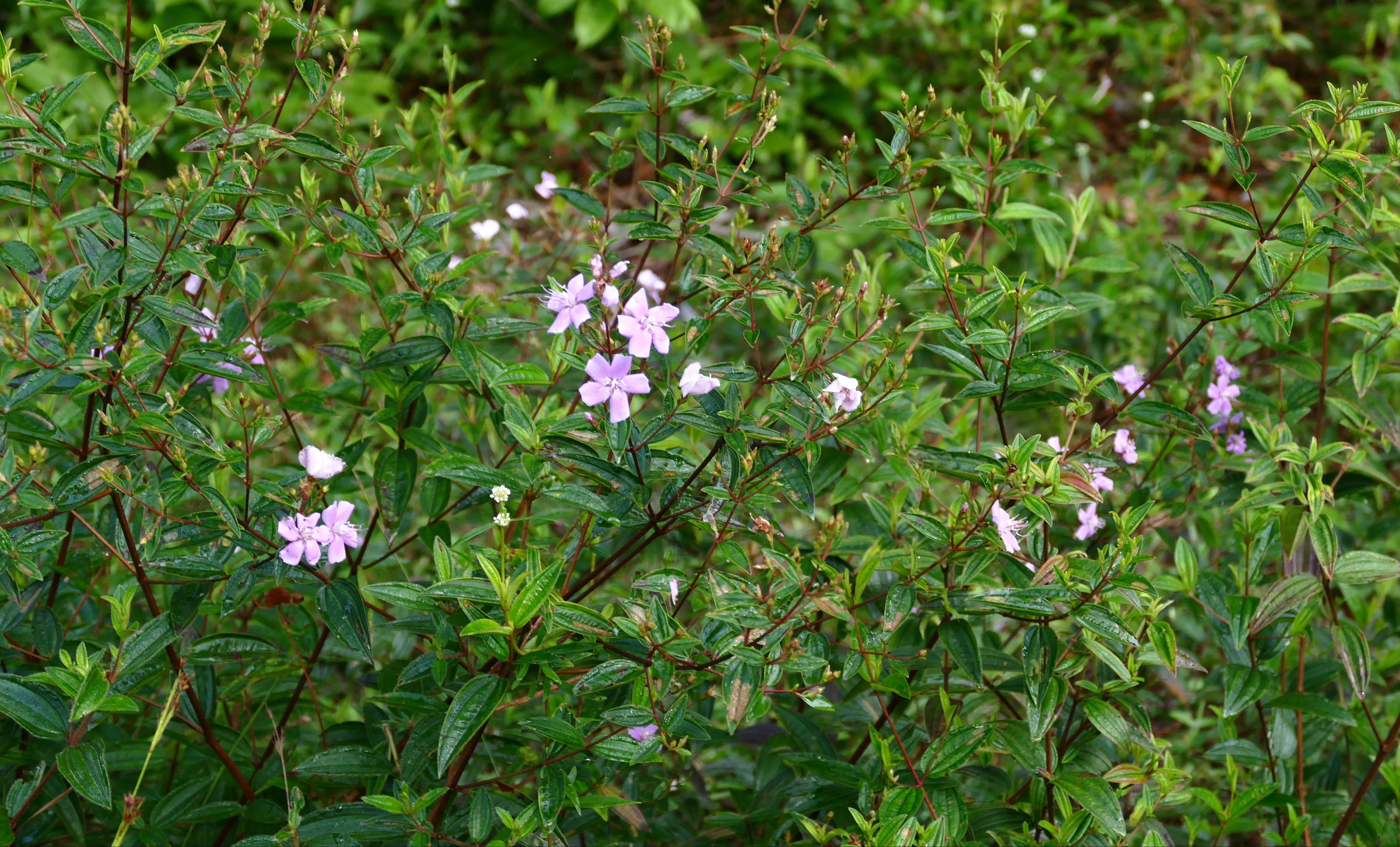
Tibouchina aspera

Tibouchina aspera est un arbuste haut de 0,3-2(-3) m.
Les rameaux, les nervures primaires des feuilles en dessous et les inflorescences sont modérément hérissés de poils lancéolés et aplatis. 
Le pétiole est long de 0,2-0,8 cm. 
Les limbes des feuilles rugueuses (aspéreuses), mesurent 2-8 x 1-3,5 cm, et sont à 5 nervures, de forme elliptique à lancéolé, à apex aigu, à base arrondie, coriace rigide et entier, appressé-cilié, au-dessus quelque peu strié,.
Le panicule est peu fleuries à plutôt multiflore.
La fleur est étroitement investie par deux paires de bractées apprimées à la base de l'hypanthium.
Les bractées sont longues de 5-8 mm, ovales à elliptiques, persistantes, strigulose externe, chaque paire étant unie 1/3 2/3 à la base.
L'hypanthium est long de 7-8 mm.
Les lobes du calice sont longs de 5-5,5 mm, oblongs-triangulaires à lancéolés.
Les pétales mesurant 9-15 x 7-9 mm, sont pourpres à rose-violet.
Les anthères ont des thèques longues de 6-8 mm.
Le connectif est prolongé sur 1-2 mm.
La variété T. aspera var. aspera présente une pubescence de la tige étroitement apprimée. Le dessus du limbe est peu à moyennement striguleux, le dessous peu à moyennement striguleux lâche.
La variété T. aspera var. asperima présente une pubescence de la tige étalée. Le limbe est peu ou modérément lâche au-dessus, et modérément lâche en dessous,.

En 1953, Lemée propose la description suivante de Tibouchina aspera :

« T. aspera Aubl. (Lasiandra t. Naud.). Plante frutescente à rameaux écailleux ; feuilles de 6,03-0,07 sur 0,01-0,03, ovales ou ovales-oblongues aiguës, à base obtuse, rigides, 5-nervées, couvertes sur les 2 faces de soies raides et surtout sur les nervures en dessous ; fleurs 5-mères, en groupes ter minant de courts rameaux. au sommet des tiges, accompagnées de 2 paires de bractées connées, calice couvert de paillettes raides, pétales de 10-15 mm. d'un lilas-violacé ou rouges, anthères longues de 5-6 mm., ovaire très écailleux vers le sommet. - Maroni (Saint-Jean) ; herbier Lemée : Cayenne (Baduel). »

— Albert Lemée, 1953.

## Répartition
La variété T. aspera var. aspera est présente de l'Amérique centrale (Bélize, Nicaragua, Panama) à la Bolivie amazonienne et au Brésil, y compris la Colombie, le Venezuela, le Guyana, le Suriname, et la Guyane.
La variété T. aspera var. asperima est présente du Venezuela au Brésil (Roraima, Amapa, Amazonas, Pani), y compris toutes le Guyana et le Suriname.

## Écologie
La variété T. aspera var. aspera pousse dans les savanes de basse altitude (jusqu'à 1 200 m), et au Venezuela dans les savanes, marécages de palmiers-bâche, à 100-1 000 m d'altitude.
La variété T. aspera var. asperima pousse dans les savanes de basse altitude, et au Venezuela dans les savanes d'altitude, à environ 1 000 m d'altitude.
La culture in vitro de Tibouchina aspera a été étudiée.

## Protologue

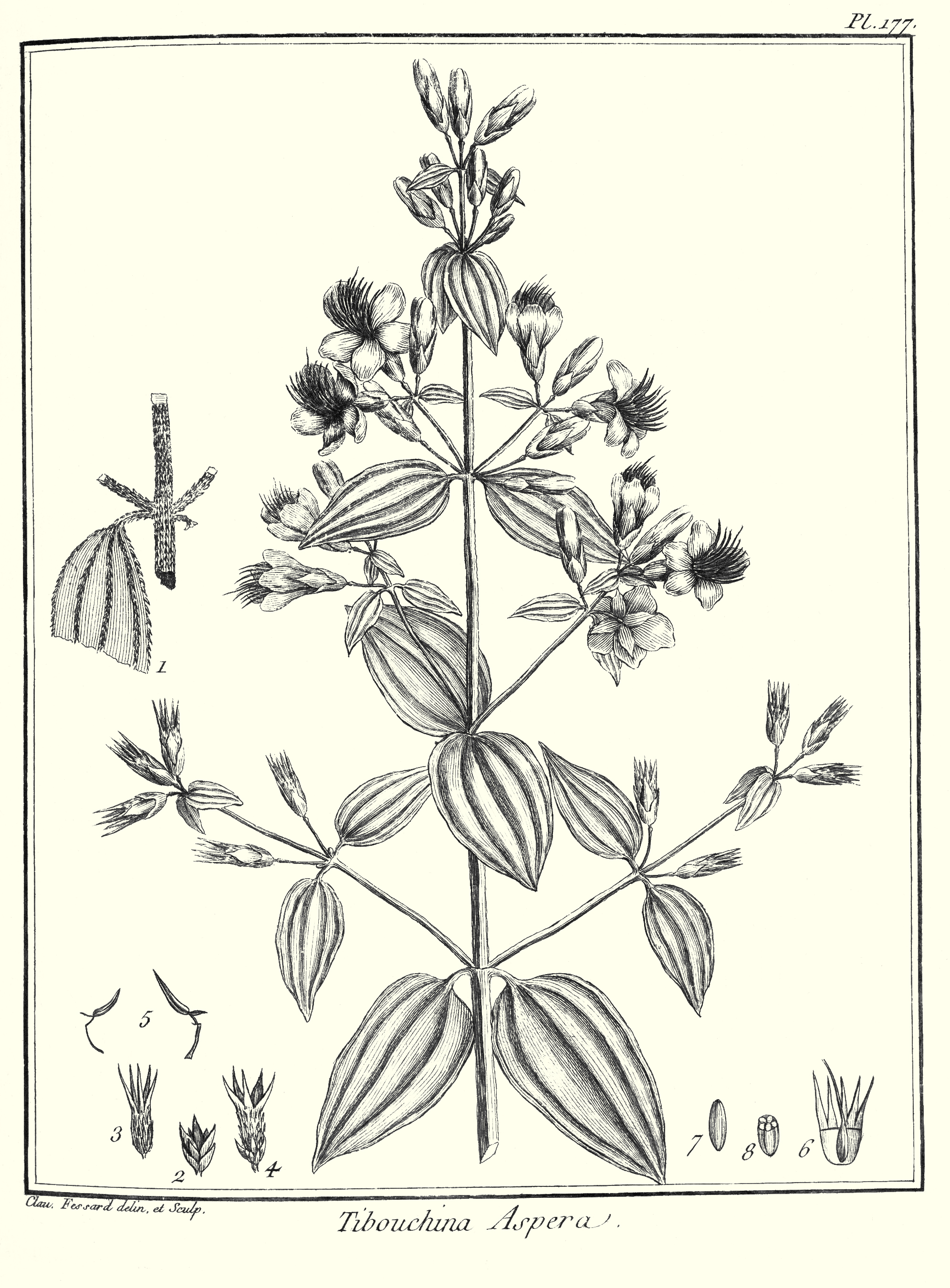
Tibouchina aspera par Aublet (1775) 1. Écailles qui ſoutiennent le calice. - 2. Bouton de fleur. - 3. Calice. - 4. Fleur épanouie. - 5. Calice ouvert. Piſtil. - 6. Étamine droite. - 7. Étamine renfermée dans le calice. - 8. Baie coupée en travers. - 9. Portion de feuille vue en deſſus. - 10. Portion de feuille vue en deſſous.

En 1775, le botaniste Aublet a décrit Tibouchina aspera et en a proposé le protologue suivant : 

« TIBOUCHINA aſpera. (Tabula 177.)
Planta fruteſcens, emittens caules plures, fragiles, tetragonos, ramoſos, tripedales ; squamulis minutis, rigidis, apice acutis, incurvis, rufeſcentibus tectos. Folia oppoſita, rigida, ovato-acuta, ſerrulata, tri & quinque-nervia, petiolata, petiolis, nervis, nervulis & marginibus foliorum, ſquamulis obſitis. Flores ſolitarii, axillares aut corymboſi; corymbi triflori, terminales.
Florebat, fructumque ferebat Septembri.
Habitat in locis aridis Aroura propè prædium de Bertier.

LA TIBONE âpre. (PLANCHE 177.)
Cet arbrisseau pouſſe de ſa racine pluſieurs tiges à quatre angles, & hautes de deux ou trois pieds ; elles ſont ligneuſes, caſſantes, garnies de feuilles deux à deux, oppoſées & diſpoſées en croix, des aiſſelles deſquelles naiſſent des rameaux chargés de fleurs. La ſurface des tiges & des rameaux eſt couverte d'écailles à pointe recourbée, ce qui les rend très âpres au toucher. 
Les feuilles ſont ovales, terminées en pointe, ſèches, fermes, liſſes en deſſus, marquées en deſſous dans leur longueur par trois nervures ſaillantes, couvertes d'écailles à pointes recourbées, ainſi qu'on en voir la circonférence des feuilles ; elles ſont attachées par une queue courte qui eſt recouverte de ſemblables écailles. 
Les fleurs naiſſent de chaque aiſſelle des feuilles qui terminent les rameaux, quelquefois ſeule a ſeule, ou deux & trois enſemble, portées chacune ſur un court pédoncule ; quatre ou ſix écailles remarquables enveloppent la baſe du calice, lequel eſt couvert de lames longues, étroites & aiguës ; c'eſt un tube arrondi par ſa baſe, & diviſé en ſon limbe en cinq parties longues, étroites & aiguës. 
Les pétales ſont au nombre de cinq, dont un eſt plus grand que les autres, ils ſont larges, arrondis, de couleur de pourpre, & attaches par un onglet entre chaque diviſion dans la partie interne du calice. 
Les étamines ſont au nombre de dix, rangées au deſſous de l'inſertion des pétales. Leur filet eſt grêle, blanc, un peu courbé, chargé d'une anthère dont la partie inférieure qui eſt fourchue, s'articule à l'extrémité ſupérieure du filet. Cette anthère eſt à deux bourſes oblongues, qui s'ouvrent en deux valves, & répandent une pouſſière jaunâtre. 
Le piſtil eſt un ovaire oblong, à cinq angles ; il eſt couvert de petites lames aiguës, & porte un style long, charnu, dont le stigmate eſt vert & aigu. Cette capſule, qui eſt renfermée dans le calice, eſt à cinq loges pleines de semences fort menues ; les loges s'ouvrent par le haut à cinq valves. 
On eſtime les fleurs de cet arbriſſeau, priſes en infuſion, pour les maux de poitrine, & particulièrement dans les toux ſèches. 
Toutes les parties répandent une odeur aromatique & agréable. 
Je l'ai trouvé en abondance dans le quartier d'Aroura, ſur un terrein ſec, aride & ſablonneux, d'une habitation abandonnée qui appartient à Madame Bertier. 
Cet arbriſſeau étoit en fleur & en fruit dans le mois de Septembre. »

— Fusée-Aublet, 1775.